# Francisco (satélite)
Francisco, também designado como Urano XXII, é um satélite irregular de Urano.
Francisco foi descoberto por Matthew J. Holman, et al. e Brett J. Gladman, et al. em 2003 a partir de imagens tiradas em 2001 e recebeu a designação provisória S/2001 U 3. Recebeu o nome de um personagem da obra de William Shakespeare A Tempestade.
Francisco tem 22 km de diâmetro, e orbita Urano a uma distância média de 4 282 900 km em 267,09 dias.